# زبان نیانورس
زبان نیا-نورس (به انگلیسی: Proto-Norse) که‌به نیا-نوردیک، نیا-اسکاندیناویایی،نیا-ژرمنی شمالی یا نورس اولیهٔ نیز گفته شده است؛ یکی از زبان‌های هندواروپایی از شاخه ژرمنی بود که در اسکاندیناوی صحبت می‌شد. نیا-نورسی شکل کهن‌تر زبان نروژی باستان است. نیانورسی بنابراین سلف زبان‌های امروزی نروژی، سوئدی، دانمارکی و چند زبان دیگر به‌شمار می‌آید. زبان نیا-نورسی پیرامون سال‌های (۲۰۰ تا ۶۰۰)، یا (۲۰۰ تا ۷۰۰) پس از میلاد صحبت می‌شد.
باور بر این است که زبان نیا-نورسی طی سده‌های آغازین پس از میلاد به عنوان یکی از گویش‌های زبان نیاژرمنی شکل گرفته باشد. نیا-نورس، نخستین مرحله از تشکیل زبان‌های شاخه ژرمنی شمالی به‌شمار می‌آید.
زبان نیانورس زبانی است که سنگ‌نوشته‌های الدر فوتهارک به آن نوشته شده است.